# 임경찬
임경찬(任敬讚, 2006년 2월 10일 ~ )은 대한민국의 바둑 기사이다.

## 약력
서울 출신으로 양천대일바둑도장에서 바둑 공부를 했고, 이용수, 이호범, 최광호 사범의 지도를 받았다. 2022년 제17기 영재입단대회를 통과하여 프로 바둑 기사가 되었다. 같은해 제10기 하찬석 국수배 영재최강전 16강, 제3기 이붕배 신예 최고위전 64강에 올랐다. 2023년에 2단으로 승단했다.